# Leopoldo Tettamanti
Leopoldo Hugo Tettamanti (Buenos Aires, 12 de octubre de 1926-ibídem, 30 de octubre de 1991) fue un diplomático de carrera argentino.
Fue embajador ante las Comunidades Europeas entre 1967 y 1973. Durante el tercer peronismo se desempeñó en el Ministerio de Economía como Secretario de Relaciones Económicas y Comerciales Internacionales en 1974, y Secretario de Comercio Exterior y Negociaciones Económicas Internacionales entre 1975 y 1976. Fue designado embajador en la Unión Soviética pero no pudo asumir por el golpe de Estado de 1976, partiendo al exilio. Retornó a Argentina en 1983 y fue representante en la Oficina de la Organización de las Naciones Unidas en Ginebra entre 1986 y 1990.

## Biografía
Estudió abogacía en la Facultad de Derecho y Ciencias Sociales de la Universidad de Buenos Aires, donde también obtuvo un doctorado en Derecho y Ciencias Sociales en 1953, titulado Responsabilidad individual por crímenes de guerra.
Ingresó al servicio exterior argentino, desempeñándose como consejero en la misión permanente de Argentina en las Naciones Unidas. En los años 1960 fue director del Departamento Económico y Social del Ministerio de Relaciones Exteriores y Culto.
En 1967 el presidente de facto Juan Carlos Onganía lo designó embajador ante las Comunidades Europeas en Bruselas. Presentó sus cartas credenciales el 10 de febrero de 1967 ante el presidente de la Comisión Europea Jean Rey. Permaneció en el cargo hasta julio de 1973.
Junto con su esposa Aurora Alzueta, formaron parte de la delegación que acompañó el regreso de Juan Domingo Perón a la Argentina. Durante el tercer peronismo se desempeñó como Subsecretario de Relaciones Económicas Internacionales del Ministerio de Relaciones Exteriores y Culto (14 de julio de 1973-23 de enero de 1974) y luego como Secretario de Relaciones Económicas y Comerciales Internacionales del Ministerio de Economía de la Nación (23 de enero-21 de noviembre de 1974). Entre agosto de 1975 y febrero de 1976 se desempeñó como Secretario de Comercio Exterior y Negociaciones Económicas Internacionales, también en el Ministerio de Economía. En esos cargos impulsó la apertura de mercados con el Bloque del Este. También fue promotor de la especialización en promoción económica en el Ministerio de Relaciones Exteriores y Culto.
En febrero de 1976, la presidenta María Estela Martínez de Perón lo designó embajador en la Unión Soviética. No pudo iniciar sus funciones, ya que renunció tras el golpe de Estado del 24 de marzo de ese mismo año. Durante la dictadura autodenominada Proceso de Reorganización Nacional fue dado de baja del servicio exterior, y estuvo exiliado en Venezuela, Perú y Uruguay. En ese período se desempeñó como representante residente del Programa de las Naciones Unidas para el Desarrollo.
Regresó a la Argentina con el retorno a la democracia en 1983, volviendo al Ministerio de Relaciones Exteriores y Culto. Presidió la comisión de reincorporación de todos los diplomáticos cesanteados durante la dictadura. En 1986 el presidente Raúl Alfonsín lo designó representante permanente ante la Oficina de la Organización de las Naciones Unidas en Ginebra, ocupando el cargo hasta 1990. Luego fue designado representante argentino en la Ronda Uruguay del GATT. Previamente, en 1988 había logrado que las negociaciones del GATT incluyeran la reforma del comercio agrícola, al amenazar con paralizar las demás rondas de negociaciones junto con los países del Grupo de Cairns.
Su último cargo fue el de director del Instituto del Servicio Exterior de la Nación (ISEN), buscando extender la formación de los diplomáticos en materia comercial y económica. No llegó a cumplir un año en el ISEN, por su fallecimiento en octubre de 1991.
Uno de sus hijos, Pablo, también es diplomático y fue embajador en Rusia.

## Condecoraciones
- España: Gran Cruz de la Orden del Mérito Civil (1973).[23]

## Publicaciones
- Relaciones económicas de América Latina con la CEE. CEPAL (1977).